# Penelope Lively
Pour les articles homonymes, voir Lively.
Penelope Lively, née le 17 mars 1933 au Caire, est une écrivaine britannique,. Elle écrit aussi bien pour les adultes que pour les enfants,.

## Biographie
Penelope Low naît de parents britanniques au Caire, où son père est l'assistant du directeur de la Banque nationale d'Égypte. Elle a une enfance très solitaire. Etant enfant unique, elle ne voit les autres enfants qu'une fois par semaine lors des sorties avec sa gouvernante, Lucy, avec qui elle est très liée. Dans son enfance, elle est absolument fascinée par les livres d'Arthur Ransome principalement pour la description de paysages exotiques de lacs, de verdure, etc. La famille visite l'Angleterre presque tous les étés avant la guerre. En 1939, sa grand-mère emmène toute sa famille à Chamonix, en France.
Penelope revient en Angleterre avec son père à l'âge de 12 ans, juste avant la fin de la guerre. Ses parents sont divorcés. Sa mère qui a rencontré un autre homme ne reviendra en Angleterre que deux ans plus tard. Le changement de vie cause un choque à la jeune fille. Jusque-là, elle n'était jamais allée à l'école, sa gouvernante assurait son instruction avec un kit d'éducation à domicile, le Parents’ National Educational Union. Penelope se rapproche de sa grand-mère du Somerset qui la garde pendant les vacances. À l’époque, il est très inhabituel, d’être l’enfant d’un divorce. Penelope est scolarisée dans un pensionnat du Sussex. À son arrivée, la directrice la convoque et lui conseille de ne pas en parler. 
Après les études l'histoire moderne au St Anne's College, elle a un emploi à Oxford, chez un professeur. Tous les jours, son père la conduit à Paddington pour qu'elle prenne le train pour Oxford. Elle se marie en 1957, avec Jack Lively, un universitaire et théoricien politique. Les postes universitaires de son mari conduisent sa famille dans différentes universités de Grande-Bretagne : Swansea au Pays de Galles, puis dans le Sussex, puis à Warwick et Oxford. Ils ont un fils Adam et une fille Joséphine. Elle commence à écrire quand son plus jeune enfant entre à l'école primaire.
Lively connaît d'abord le succès avec la fiction jeunesse Astercote, publiée en 1970, qui raconte l'histoire d'un village abandonné dans une forêt qui garde un secret ancien.  
Elle obtient la Médaille Carnegie en 1973 pour Le Fantôme de Thomas Kempe (The Ghost of Thomas Kempe), le Whitbread Book Award en 1976 récompensant Un point dans le temps (A Stitch in Time), l'Arts Council National Book Award pour Treasures of Time en 1979 et le prix Booker en 1987 pour Serpent de Lune (Moon Tiger). Elle est dame commandeur de l'ordre de l'Empire britannique (DBE) et membre de la Royal Society of Literature.
La chaleur et la couleur de son enfance égyptienne des années 1930 et 1940 sont magnifiquement évoquées dans l'un de ses recueils de mémoires saisissants, Oleander, Jacaranda: A Childhood Perceived publié en 1994,. Trois autres livres de souvenirs paraissent : A House Unlocked (2001), Ammonites and Leaping Fish (2013), Life in the Garden (2018). En 2018, elle est l'auteure de 23 romans et recueils de nouvelles pour adultes. Presque tous ses romans, d'une simplicité trompeuse, écrits dans une veine réaliste et une prose claire évoquent le monde de la classe moyenne britannique et se distinguent par son traitement des thèmes du temps, de la mémoire, de la continuité, de l'histoire et du destin. Elle a également écrit cinq ouvrages de non-fiction, sur sa propre vie et sur une passion qui l'accompagne, le jardinage.
Dans un interview à The Guardian en 2021, elle dit admirer les œuvres de William Trevor, Jane Gardam et Helen Simpson et Anton Tchekhov. En 2021, l'éditeur Fig Treet publie un recueil de ses nouvelles Metamorphosis: Selected Stories.
Parallèlement à sa carrière d'écrivaine assidue, Lively voyage beaucoup avec le British Council et siège au conseil d'administration de la British Library. Elle écrit aussi des scripts pour la radio et la télévision. Elle a été présentatrice radiophonique et publié des articles dans plusieurs revues et journaux, notamment dans The New York Times.
Penelope Lively vit à Islington dans la maison où elle a emménagé à peu près au moment de la publication de Moon Tiger,.

## Littérature pour enfants
Elle engrange ses premiers succès grâce à la littérature pour enfants. Son premier livre Astercote, œuvre fantastique se déroulant dans un village des Cotswolds et les bois qui l'entourent, là où se dressait anciennement un village médiéval réduit à néant par la peste noire, est publié par Heinemann en 1970.

## Œuvres pour adultes
Son premier roman pour adultes, The Road to Lichfield, récit d'une femme confrontée à la mort imminente de son père et réévaluant leur vie, est lui aussi publié par Heinemann en 1977 et sélectionné pour le Booker Prize. Elle renouvelle l'exploit en 1984 avec According to Mark, et remporte le prix de 1987 avec Moon Tiger (Serpent de lune). Ce roman qui se déroule à Caire relate la tumultueuse histoire d'une historienne alors que celle-ci se trouve alitée, mourante dans un hôpital anglais. Comme ses autres romans, Moon Tiger est marqué par une attention particulière portée à la mémoire, l'impact du passé sur le présent, et la tension entre les versions officielles et personnelles de l'Histoire.
Ces thématiques sont explorées explicitement dans ses œuvres de non-fiction, parmi elles A House Unlocked (2001) et Oleander, Jacaranda : A Childhood Perceived (1994), le récit de son enfance en Égypte. Sa dernière œuvre de non-fiction Ammonites & Leaping Fish ; A Life in Time (plus tard connue sous le nom de Dancing Fish and Ammonites : A Memoir) fut publiée en 2013.

## Œuvres traduites en français
- Le Fantôme de Thomas Kempe [ The Ghost of Thomas Kempe ], ill. de Jean-Marc Pariselle, trad. de Jean Queval, Paris, Fernand Nathan, coll. « Bibliothèque internationale », 1976, 221 p. (BNF 34584434)
- Histoire des animaux restés seuls sur la terre [ The Voyage of "Q.V. 66" ], ill. de Patrice Douenat, trad. de Jean Queval, Paris, Fernand Nathan, coll. « Arc-en-poche. Deux », 1981, 188 p.  (ISBN 2-09-283406-1)
- Le Vitrail  [ Stained Glass Window ], ill. de Gérard Delepierre, trad. de Camille Fabien, Paris, Éditions Gallimard, coll. « Folio cadet », 1983, 52 p.  (ISBN 2-07-031020-5)
- Serpent de lune [ Moon Tiger ], trad. de Raymond Las Vergnas, Paris, Éditions Stock, coll. « Nouveau Cabinet Cosmopolite  », 1989, 286 p.  (ISBN 2-234-02165-0)
- Un Mauvais petit diable [« Debbie and the Little Devil »], ill. de Toni Goffe, trad. de Cécile Loeb, Paris, Fernand Nathan, coll. « Arc en poche Nathan. Série Kangourou », 1989, 45 p.  (ISBN 2-09-204600-4)
- Dragons et compagnie [ Dragon Trouble ], ill. de Valérie Littlewood, trad. de Charlie Meunier, Paris, Fernand Nathan, coll. « Arc en poche Nathan. Série Kangourou », 1989, 45 p.  (ISBN 2-09-204604-7)
- Le Cerceau des jours [ Passing on ], trad. de Raymond Las Vergnas, Paris, Éditions Denoël, coll. « Empreinte », 1992, 366 p.  (ISBN 2-207-23937-3)
- La Tour de cristal [« City of the Mind »], trad. de Raymond Las Vergnas, Paris, Éditions Denoël, coll. « Empreinte », 1993, 302 p.  (ISBN 2-207-24056-8)
- La Sœur de Cléopâtre [ Cleopatra's Sister ], trad. de Raymond Las Vergnas, Paris, Éditions Denoël, coll. « Empreinte », 1995, 379 p.  (ISBN 2-207-24104-1)
- Un été au Bout-du-Monde [ Heat wave ], trad. de Anne-Cécile Padoux, Paris, Éditions Denoël, coll. « Empreinte », 1997, 266 p.  (ISBN 2-207-24466-0)
- Un paquet de cartes [ Pack of cards. Beyond the Blue Mountains ], trad. de Anne-Cécile Padoux, Paris, Mercure de France, coll. « Bibliothèque étrangère », 1999, 267 p.  (ISBN 2-7152-2172-X)
- Le Tissu du temps [ Spiderweb ], trad. de Anne-Cécile Padoux, Paris, Mercure de France, coll. « Bibliothèque étrangère », 2001, 248 p.  (ISBN 2-7152-2162-2)
- La Photographie [ The Photograph ], trad. de Anne-Cécile Padoux, Paris, Mercure de France, coll. « Bibliothèque étrangère », 2004, 275 p.  (ISBN 2-7152-2398-6)[13],[14],[15]
- Des vies multiples [ Making it up ], trad. de Anne-Cécile Padoux, Paris, Mercure de France, coll. « Bibliothèque étrangère », 2008, 302 p.  (ISBN 978-2-7152-2611-1)

## Prix et distinctions
- 1973 : Médaille Carnegie pour The Ghost of Thomas Kempe (Le Fantôme de Thomas Kempe)
- 1976 : Whitbread Book Award pour A Stitch in Time (Un point dans le temps)
- 1976 : (international) « Honor List »[16], de l'IBBY, pour The Ghost of Thomas Kempe (Le Fantôme de Thomas Kempe)
- 1979 : Arts Council National Book Award pour Treasures of Time[7]
- 1987 : Prix Booker pour Moon Tiger (Serpent de Lune)[8].